# Манц, Филип Александр
Филип Александр Манц (англ. Philip Alexander Munz, 1892 — 1974) — американский ботаник.    

## Биография
Филип Александр Манц родился в 1892 году. 
В 1919 году была опубликована его книга A venational study of the suborder zygoptera (Odonata): With keys for the identification of genera, а в 1963 году — California mountain wildflowers.
Он внёс значительный вклад в ботанику, описав множество видов растений.
Филип Александр Манц умер в 1974 году. 

## Научная деятельность
Филип Александр Манц специализировался на папоротниковидных и на семенных растениях.  

## Некоторые публикации
- Philip Alexander Munz. 1919. A venational study of the suborder zygoptera (Odonata): With keys for the identification of genera. Memoirs of the American Entomological Society. 78 pp.
- Philip Alexander Munz. 1963. California mountain wildflowers. Ed. Cambridge U.P. 122 pp.
- Philip Alexander Munz; D.D.Keck. 1959. A California flora. 1681 pp. ISBN 0-520-00897-9.
- Philip Alexander Munz; Editor Dianne Lake; Editor Phyllis Faber. 2003. Introduction to Shore Wildflowers of California, Oregon, and Washington. 245 pp. ISBN 0-520-23639-4.

## Почести
В его честь было названо около 43 видов растений, в том числе:
- Allium munzii (Traub) McNeal
- Layia munzii D.D.Keck
- Amsinckia munzii Suksd.
- Cereus munzii Parish
- Cylindropuntia × munzii (C.B.Wolf) Backeb.
- Astragalus munzii L.C.Wheeler
- Lupinus munzii Eastw.
- Limniris munzii (R.C.Foster) Rodion.
- Lecanora munzii K. Knudsen & Lendemer